# 言いまつがい
「言いまつがい」（いいまつがい）とは、ウェブサイト・ほぼ日刊イトイ新聞上にて連載されているコンテンツの一つである。

## 概要
ほぼ日刊イトイ新聞読者から投稿・応募された恥ずかしい「言いまちがい」（誤読など）を「言いまつがい」と称し、それを皆で共有し楽しむコンテンツとして誕生した。
最初は読者の勘違いやミスによる「言いまつがい」のみを扱っていたが、現在では行動のまつがいやメールのまつがいも含まれるようになった。このコンテンツは読者の投稿という形をとっており、ほぼ日刊イトイ新聞上1、2を争う人気コンテンツに成長。
同じほぼ日刊イトイ新聞発行の『ほぼ日手帳』の日別記入ページ内「日々の言葉」の一部に、「言いまつがい」から選出された内容が掲載されている。

## 書籍化
『言いまつがい』
2003年12月5日に東京糸井重里事務所より書籍化。この本には祖父江慎の装丁による世界初の「製本まつがい」（例・カドが丸い、表紙に穴が空けられている、ページがそろっていない、落書きがある、裁断が斜め等）が採用されていた。世界初というのはあくまで自称であり、意図的な製本間違い自体は、それ以前に『伝染るんです。』でも行われている。
2005年3月29日には、新潮文庫より文庫本化されるが、「製本まつがい」は再現されていない。
『金の言いまつがい』、『銀の言いまつがい』
続編であり厳選版でもある『金の言いまつがい』『銀の言いまつがい』が、2006年11月23日に東京糸井重里事務所より2冊同時に発売された。こちらも1冊目以上に「製本まつがい」が多い。
2011年5月1日に新潮文庫から文庫化されるが、前書の文庫化同様「製本まつがい」は再現されていない。

## まつがいの種類
- 言いまつがい
- 書きまつがい（誤解答も含む）
- 読みまつがい（誤読）
- 打ちまつがい（電子メールなどのタイピング）
- 聞きまつがい
- やりまつがい
- 歌いまつがい